# 1998年長野オリンピック

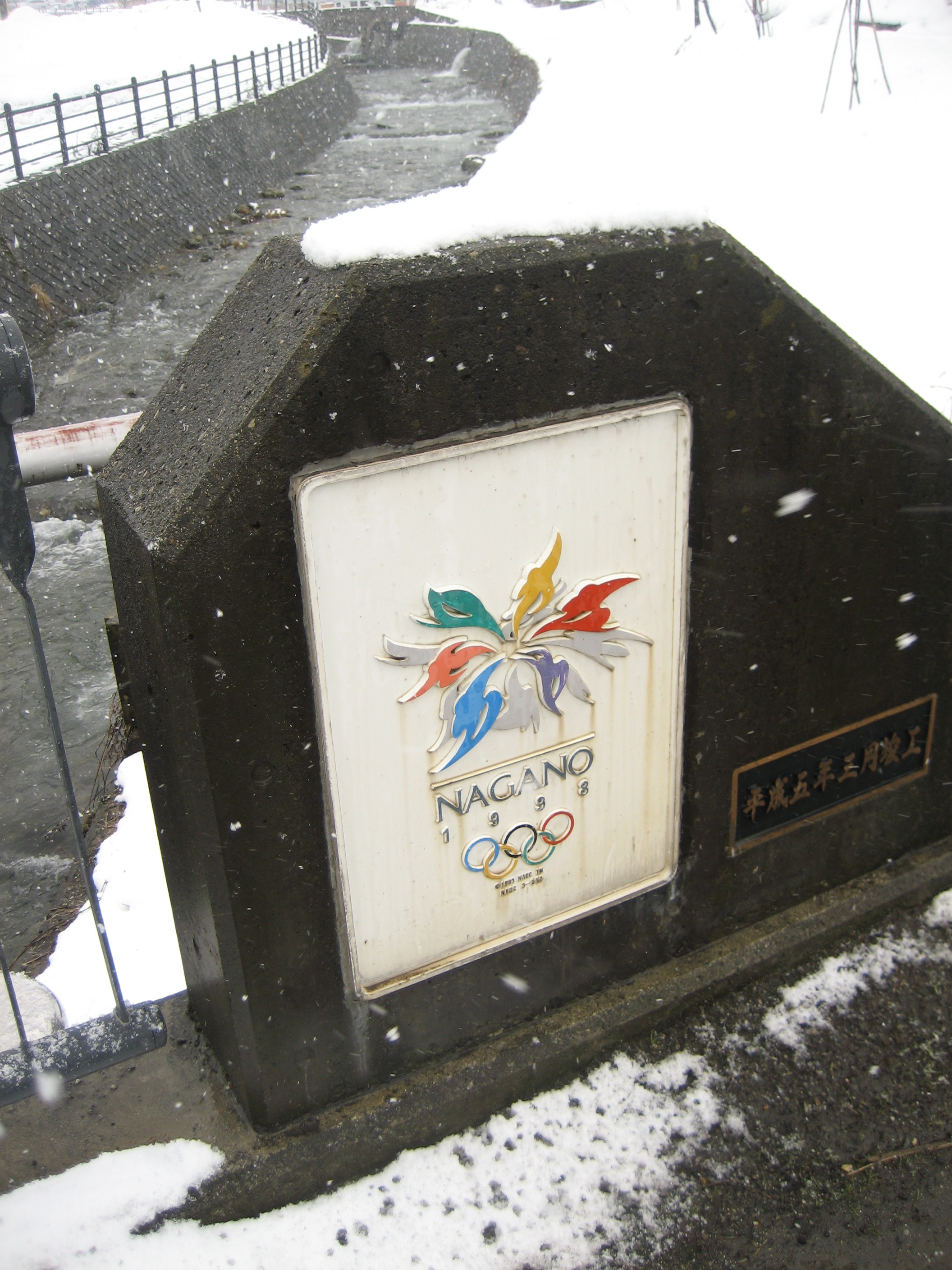
ロゴマーク。篠塚正典のデザイン。

1998年長野オリンピック（1998ねんながのオリンピック）は、1998年（平成10年）2月7日から2月22日まで、日本の長野県長野市などで開催された20世紀最後の冬季オリンピック。長野1998（Nagano 1998）と呼称される。日本で開催されたオリンピックとしては、平成唯一でもある。2024年現在、長野は、歴代の冬季オリンピック開催地のうち最南で、最も低緯度である。
72の国（地域）から選手・役員4638人が参加し、延べ144万2700人の観客が会場に集った。
長野オリンピックの競技会場は、長野市の他にも白馬村、山ノ内町、軽井沢町、野沢温泉村に配置され、このうち人口が最も多く県庁所在地でもある長野市が主催都市（Host City）だった。そのため、1994年リレハンメルオリンピックおよび長野オリンピックの閉会式では、いずれも次回開催地への引き継ぎセレモニーで、長野市の塚田佐市長が出席した 。

## 大会開催までの経緯
1985年2月28日に信濃毎日新聞は、長野県への冬季オリンピック招致キャンペーンを開始した。同年3月25日に長野県議会はオリンピック招致決議を行った。その後は、長野県内の全市町村も招致決議を行った 。
1988年6月1日に行われた日本オリンピック委員会（JOC）の1998年冬季オリンピックの開催国内候補地選定投票で盛岡市、山形市、旭川市を破り、選定された。
長野オリンピックの開催は、1991年6月15日にイギリスのバーミンガムで開かれた第97回国際オリンピック委員会総会でエクスハウスティブ・バロットにより決定された。2回目は1回目の最低得票がソルトレイクとアオスタの2都市になったために落選都市決定戦という形で行なわれた。
| 都市               | 国             | 1回目 | 2回目 | 3回目 | 4回目 | 5回目 |
| ------------------ | -------------- | ----- | ----- | ----- | ----- | ----- |
| 長野               | 日本           | 21    | -     | 30    | 36    | 46    |
| ソルトレイクシティ | アメリカ合衆国 | 15    | 59    | 27    | 29    | 42    |
| エステルスンド     | スウェーデン   | 18    | -     | 25    | 23    | -     |
| ハカ               | スペイン       | 19    | -     | 5     | -     | -     |
| アオスタ           | イタリア       | 15    | 29    | -     | -     |       |

日本での冬季五輪の開催は1972年札幌オリンピック以来、26年ぶり2度目だった。（1940年も札幌で予定されていたが、第二次世界大戦の影響で中止となっている。冬季の場合は夏季と異なり、非開催は大会の回次番号が付かないため、公式にも日本で2回目の冬季五輪開催となる。）

## 概要と経過

### 開会式

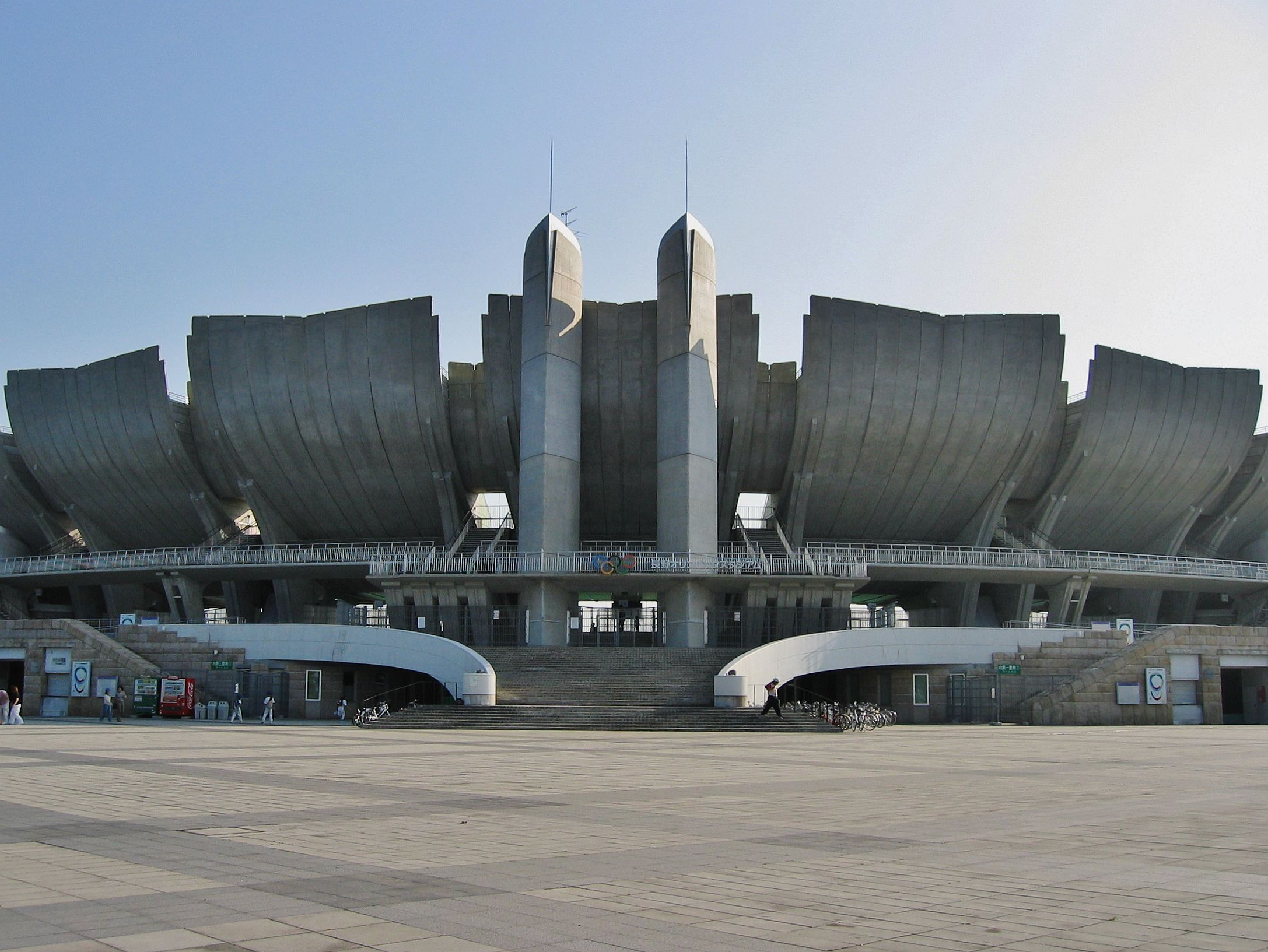
開会式および閉会式が開催された長野オリンピックスタジアム（2006年撮影）。後に野球場となっている。

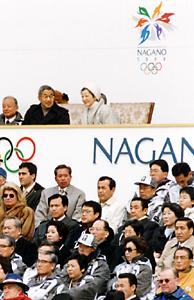
開会式での天皇・皇后ら

長野オリンピックの開会式は、天皇・明仁（後の上皇）・美智子皇后（後の上皇后）臨席の下、2月7日午前11時から長野オリンピックスタジアムで行われた。当初は夜間の開催だったが、アメリカの放映権を持つCBSの要請により昼間に変更。同時に開催時間を2時間以内に設定していた。総合演出（総合プロデューサー）は劇団四季の浅利慶太が担当（シニアプロデューサーが萩元晴彦、音楽アドバイザーが小澤征爾、イメージ監督が新井満、映像監督が今野勉、総合司会はジャーナリストで元NHK記者の磯村尚徳と、NHKアナウンサーの道傳愛子が務め、磯村はフランス語、道傳は英語と、それぞれが堪能な言語のアナウンスメントも担当した。日本語の会場アナウンスは、元ラジオ福島アナウンサーの轟美穂）。
開会式は善光寺の鐘の音を合図にスタート。諏訪地方の住民たちによる御柱祭の建御柱、大相撲の幕内力士ならびに第64代横綱・曙の土俵入りが行われたあと、大会に参加する72チームの国旗をあしらったウェアを着用した子供たちにエスコートされて歌手の森山良子が登場し、大会テーマソング『明日こそ、子供たちが…When Children Rule the World』（作詞：浅利慶太、作曲：アンドルー・ロイド・ウェバー）を披露した。
選手入場はオリンピック憲章に則り、近代オリンピック発祥の地であるギリシャを先頭に英語表記に基づくアルファベット順で行われ、1番目のギリシャから47番目のニュージーランドまでは東側ゲート、48番目のノルウェーから最後（72番目）の日本までは西側ゲートより入場した。プラカードはそれぞれ片面ずつにフランス語と英語の国名が記載されたボードを先述の国旗ウェアを着用した子供たちが背中に背負うスタイルとなり、日本相撲協会に所属する大相撲の力士たちが各国選手団の先導役として子供たちと共に行進した。最後に日本選手団が開催地・長野の県歌でもある『信濃の国』に合わせて入場した。
その後、大会組織委員会会長・斎藤英四郎と国際オリンピック委員会（IOC）会長・フアン・アントニオ・サマランチの挨拶に続き、天皇・明仁により「ここに、長野における第18回オリンピック冬季競技大会の開会を宣言します。」と開会が宣言され、湯浅譲二作曲の『冬の光のファンファーレ』が演奏された。
猪谷千春、笠谷幸生、金野昭次、北沢欣浩、長久保初枝、大高優子、橋本聖子、山本宏美の元冬季オリンピック日本代表選手8人がオリンピック旗を持って入場し、長野市児童合唱団の合唱でオリンピック賛歌が演奏され、オリンピック旗が掲揚された。雅楽による国歌演奏の後、クリス・ムーンと子供たちが聖火を持って入場した。
1997年世界陸上選手権10000m銅メダリスト・千葉真子から1992年アルベールビルオリンピック、1994年リレハンメルオリンピックノルディック複合団体の金メダリスト・河野孝典、阿部雅司、三ヶ田礼一の3人へ、そして1997年世界陸上選手権女子マラソン金メダリストの鈴木博美が引き継ぎ、ジャコモ・プッチーニ作曲のオペラ「蝶々夫人」の中の『ある晴れた日に』が演奏され、1992年アルベールビル五輪女子フィギュアスケート銀メダリストの伊藤みどりの手によって聖火が点火された。
オリンピック宣誓は、アルベールビル・リレハンメル両五輪ノルディック複合団体の金メダリスト・荻原健司、フィギュアスケート審判・平松純子によって行われ、審判宣誓終了直後、子供たちのメッセージカードが入った羽ばたいているように見える3種類の鳩の形の紙風船が1,998個空に放たれた。
開会式のクライマックスは、長野県県民文化会館でのオーケストラとソリストに開会式会場と世界5大陸（北京、ベルリン、ケープタウン、ニューヨーク・シドニー）の合唱団が加わった衛星同時中継によるベートーベン作曲の交響曲第9番「合唱付き」第4楽章の演奏・合唱であった。指揮は小澤征爾が行い、この合唱は会場の観客や選手を含む全員が参加し行われるというオリンピック史上初の試みであった。
さらに演奏終了に合わせて航空自衛隊のブルーインパルスが開会式会場上空で五色のカラースモークを引きながらレベルオープナーを披露した。
映像

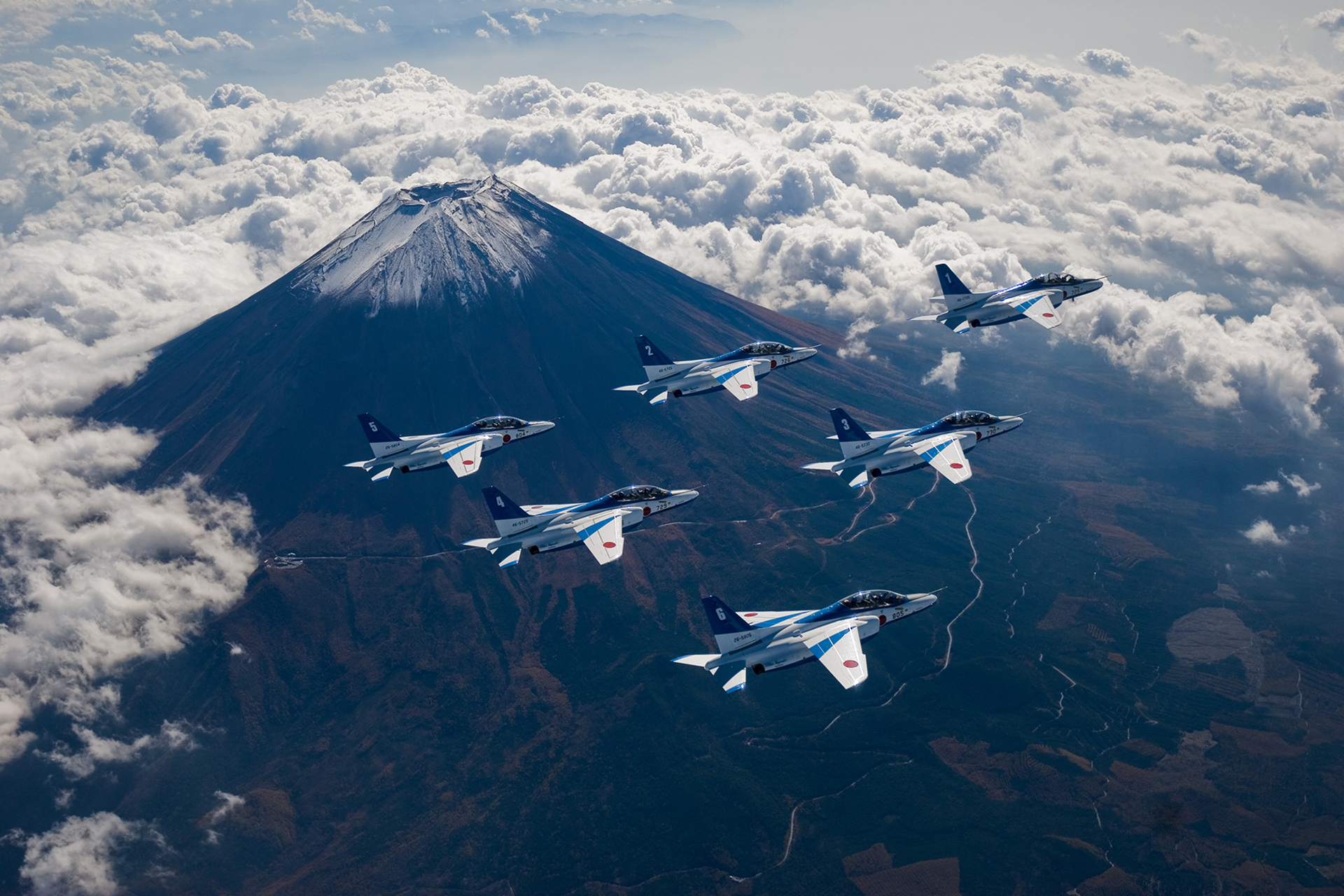
長野オリンピック開会式にて祝賀飛行を行ったブルーインパルス。

Nagano 1998 Replays Nagano 1998 Opening Ceremony - Full Length（ Nagano 1998 Replays〜） - YouTube IOC Olympicチャンネル、日本時間2020年5月12日0時プレミア公開

### 競技
屋外競技は全体的に悪天候に悩まされた大会であった。アルペンスキーは競技日程が変更され、スキージャンプ団体戦は競技が一時中断された。

#### スキー

##### アルペンスキー
男子滑降が行われる予定だった大会2日目から悪天候が続き競技日程が変更され、大会10日目の16日には男子スーパー大回転、女子滑降、女子複合滑降の3レースが同日実施された。5日遅れで開催された男子滑降では、出場45人中15人が失格・途中棄権となり、うち14人がコース上の同じポイントで失敗をした（1998年長野オリンピックの滑降競技場設営問題も参照）。なお、このシーズンのワールドカップ総合1位のヘルマン・マイヤーも滑降でこの地点で転倒したが、スーパー大回転および大回転で優勝した。
志賀高原会場は東館山・焼額山2コースを抱えていたため、2コース同時に競技が行われても進行することができるようスタッフの人的リソース・機材等手配がされた。当初は2コース分のスタッフを揃えることに経費面等の理由により不要論もあったが、確実な競技運営を主張した全日本/長野県スキー連盟の意向、「この時期の天候は読めない」という志賀高原地元スタッフの意見が反映され、フル手配となった。結果的にスピード系競技（白馬会場）の連日にわたる大幅なスケジュール変更や、多量の降雪による影響をも柔軟に対応することが可能であった。
またコース整備は陸上自衛隊が協力し、降雪によりコースが埋没した際の排雪も行った。

##### ジャンプ
日本勢が金2個（ラージヒル個人・船木和喜、ラージヒル団体・日本代表）、銀1個（ノーマルヒル個人・船木）、銅1個（ラージヒル個人・原田雅彦）を獲得した。
日本代表団体の金メダル獲得の裏側を描いた映画「ヒノマルソウル〜舞台裏の英雄たち〜」が制作され、2020年に6月19日に公開予定だった。新型コロナウイルスの影響で延期し、2021年6月18日に公開された。

##### ノルディックスキー
団体戦の日本代表は冬季五輪3連覇は成らなかったものの5位に入賞した。また個人戦で荻原健司が4位、荻原次晴が6位に入賞した。

##### クロスカントリースキー
クロスカントリースキー男子15kmクラシカルではケニアから出場し、最下位ながらも完走したフィリップ・ボイトを優勝したノルウェーのビョルン・ダーリがゴール地点で出迎えた一幕があった。

##### スノーボード
大回転とハーフパイプの2種目がこの大会から正式種目として採用された。最初のレースとなった男子大回転で、カナダのロス・レバグリアティがオリンピックチャンピオンになった。しかしレバグリアティは競技終了後、ドーピング検査でマリファナの陽性反応が出たために一旦はメダル剥奪が決定されたが、スポーツ仲裁裁判所（CAS）の裁定により処分は取り消された。

##### フリースタイルスキー
モーグル女子で、里谷多英が冬季オリンピックで日本女子選手初となる金メダルを獲得した。

#### スケート

##### スピードスケート
プレシーズンにスラップスケートが登場し、多くの選手がスケート靴を変えての大会となった。スラップスケートが特に威力を発揮すると言われた長距離種目では、エムウェーブの高速リンクと相まって世界新記録が連発した。大会2日目に行われた男子5000メートルでは、メダリスト3選手全員が従来の世界記録を上回った。
日本勢では清水宏保が男子500メートルで金メダル、男子1000メートルで銅メダルを獲得した。また、女子500メートルでも岡崎朋美が銅メダルを獲得した。

##### フィギュアスケート
多様なジャンプとスピンを武器に14歳で全米選手権を制した15歳のタラ・リピンスキーと、柔らかく表現力豊かな演技をする17歳のミシェル・クワンが金メダルを争い、リピンスキーは15歳8か月で金メダルを獲得した。なお、リピンスキーはソニア・ヘニー（ノルウェー）の持つ最年少金メダル記録（15歳10か月）を更新した。その後、オリンピックのフィギュアスケートでは年齢制限が設けられたため、この記録の更新は難しくなった。

#### アイスホッケー
この大会からプロ選手の参加が認められ、ナショナルホッケーリーグ（NHL）は2週間中断した。NHLの選手を多く所属した6カ国は2次リーグからのシード参加となった。その中でもスター選手揃いのアメリカとカナダが注目されたが、ドミニク・ハシェックを中心とした堅い守備を持ったチェコがロシアとの決勝戦を制して金メダルを獲得した。

#### カーリング
正式競技としては1924年シャモニー・モンブランオリンピック以来74年ぶり2度目の実施となった。公開競技として行われた大会を含めると、1992年のアルベールビルオリンピック以来2大会ぶりの実施であった。
なお、観客に内容がわかるように無料でラジオ受信機が配られ、場内で解説が聴けるように工夫された。

### 閉会式
閉会式は2月22日午後6時から長野オリンピックスタジアムで開催され、天皇・皇后が臨席した。
各国の選手が入場し、「日本の祭り」というプログラムで長野県の祭りが一堂に集結、創作和太鼓『勇駒、信濃田楽、万岳の響き』の総勢2,000人揃い打ちが小口大八総指揮のもと演じられた。その後、近代オリンピック発祥の地ギリシャ、今大会の開催国でもある日本、次回大会の開催国・アメリカの3ヶ国の国歌が演奏され、オリンピック旗が長野市の塚田市長からソルトレイクシティのディーディー・コラディーニ市長に引き継がれたあと、ソルトレイクシティオリンピック組織委員会によるデモンストレーションが行われた。大会組織委員会副会長の吉村午良とIOCのサマランチ会長のスピーチが行われ、最後はサマランチによって「アリガトナガノ、サヨナラニッポン」と日本語で締めくくられた。その後、大会ファンファーレが陸上自衛隊中央音楽隊によって演奏されたあと、オリンピック旗の降納とともにオリンピック賛歌が演奏・合唱された。
聖火の納火の後、杏里と子供たちが会場と全員で「ふるさと」を合唱を行い、司会を務めたタレントの萩本欽一が「私たちのふるさとは?」と問いかけると、会場は「地球!!」と叫んだ。フィナーレでは花火5,000発が打ち上げられ、AGHARTA（長万部太郎こと角松敏生率いる覆面バンド）が登場し、「WAになっておどろう〜イレアイエ〜」を演奏した。なお、生中継を行った日本テレビの視聴率も30.8%を記録した。

## 実施競技と日程
| 競技名         | 種別名 ＼ 日付                   | 7 | 8 | 9 | 10 | 11 | 12 | 13 | 14 | 15 | 16 | 17 | 18 | 19 | 20 | 21 | 22 |
| -------------- | -------------------------------- | - | - | - | -- | -- | -- | -- | -- | -- | -- | -- | -- | -- | -- | -- | -- |
| 開閉会式       | 開閉会式                         | • |   |   |    |    |    |    |    |    |    |    |    |    |    |    | •  |
| スキー         | アルペンスキー                   |   |   |   | •  | •  |    | •  |    |    | •  | •  |    | •  | •  | •  |    |
| スキー         | クロスカントリースキー           |   | • | • | •  |    | •  |    | •  |    | •  |    | •  |    | •  |    | •  |
| スキー         | スキージャンプ                   |   |   |   |    | •  |    |    |    | •  |    | •  |    |    |    |    |    |
| スキー         | ノルディック複合                 |   |   |   |    |    |    | •  | •  |    |    |    |    | •  | •  |    |    |
| スキー         | フリースタイルスキー             |   | • |   |    | •  |    |    |    |    | •  |    | •  |    |    |    |    |
| スキー         | スノーボード                     |   | • |   | •  |    | •  |    |    |    |    |    |    |    |    |    |    |
| スケート       | スピードスケート                 |   | • | • | •  | •  | •  | •  | •  | •  | •  | •  |    | •  | •  |    |    |
| スケート       | フィギュアスケート               |   | • |   | •  |    | •  | •  | •  | •  | •  |    | •  |    | •  | ex |    |
| スケート       | ショートトラックスピードスケート |   |   |   |    |    |    |    |    |    |    | •  |    | •  |    | •  |    |
| アイスホッケー | アイスホッケー                   | • | • | • | •  | •  | •  | •  | •  | •  | •  | •  | •  |    | •  | •  | •  |
| ボブスレー     | ボブスレー                       |   |   |   |    |    |    |    | •  | •  |    |    |    |    | •  | •  |    |
| リュージュ     | リュージュ                       |   | • | • | •  | •  |    | •  |    |    |    |    |    |    |    |    |    |
| バイアスロン   | バイアスロン                     |   |   | • |    | •  |    |    |    | •  |    |    | •  | •  |    | •  |    |
| カーリング     | カーリング                       |   |   | • | •  | •  | •  | •  | •  | •  |    |    |    |    |    |    |    |

## 各国・地域の獲得メダル数

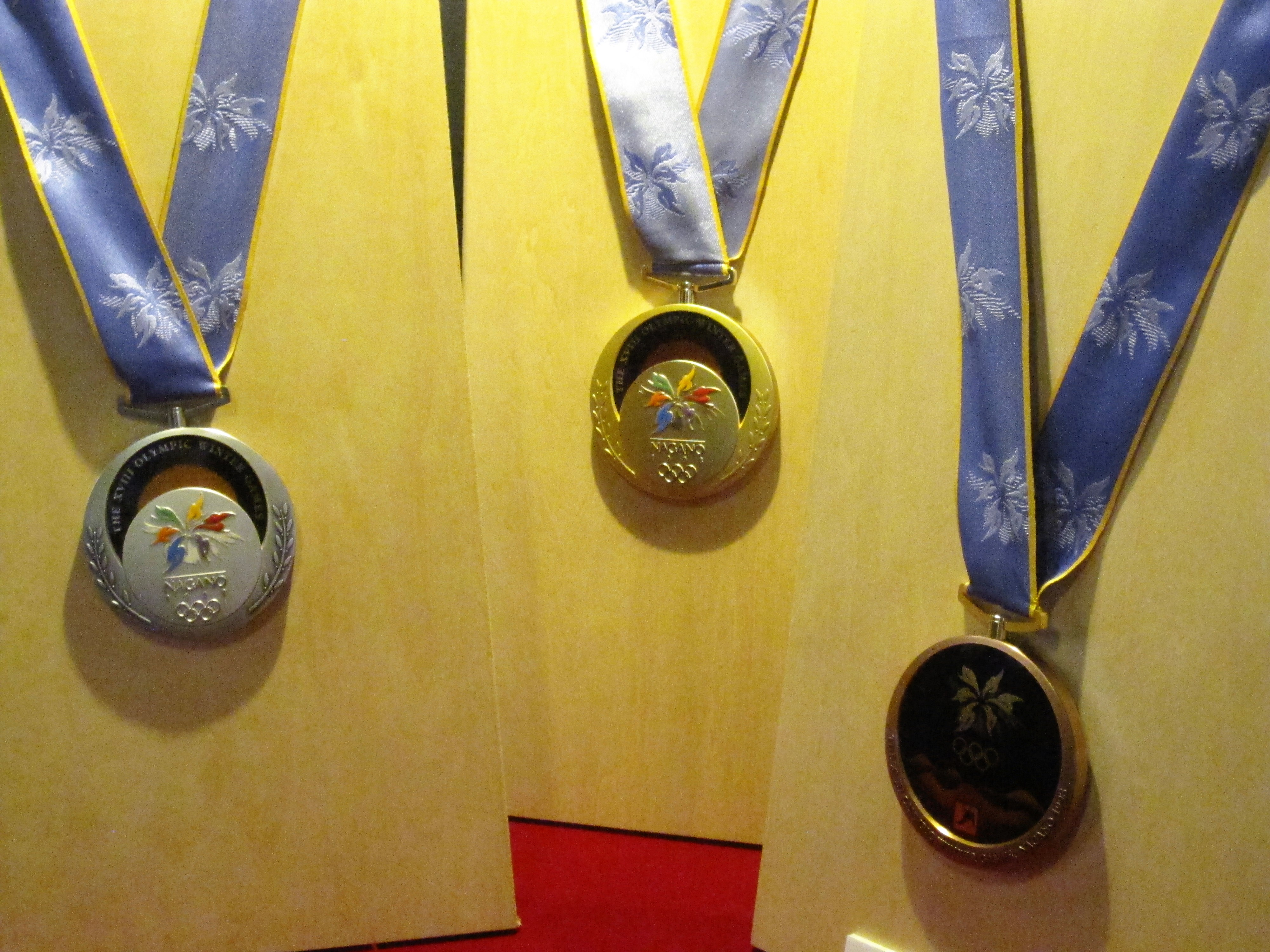
長野オリンピックのメダル、木曽漆器とセイコーエプソンの精密金属加工技術で製作された。造幣さいたま博物館
にて展示。

| 順 | 国・地域       | 金 | 銀 | 銅 | 計 |
| -- | -------------- | -- | -- | -- | -- |
| 1  | ドイツ         | 12 | 9  | 8  | 29 |
| 2  | ノルウェー     | 10 | 10 | 5  | 25 |
| 3  | ロシア         | 9  | 6  | 3  | 18 |
| 4  | カナダ         | 6  | 5  | 4  | 15 |
| 5  | アメリカ合衆国 | 6  | 3  | 4  | 13 |
| 6  | オランダ       | 5  | 4  | 2  | 11 |
| 7  | 日本（開催国） | 5  | 1  | 4  | 10 |
| 8  | オーストリア   | 3  | 5  | 9  | 17 |
| 9  | 韓国           | 3  | 1  | 2  | 6  |
| 10 | イタリア       | 2  | 6  | 2  | 10 |

## 会場
| 都市       | 施設                         | 位置                                   | 使用目的                                                                    | 五輪後                                                                                                   |
| ---------- | ---------------------------- | -------------------------------------- | --------------------------------------------------------------------------- | --- |
| 長野市     | 長野オリンピックスタジアム   | 北緯36度34分48.5秒 東経138度9分57.5秒  | 開会式 閉会式                                                               | 野球場                                                                                                   |
| 長野市     | セントラルスクゥエア         | 北緯36度39分7秒 東経138度11分16.7秒    | 表彰式                                                                      | 駐車場、イベント会場 → 公園                                                                              |
| 長野市     | ホワイトリング               | 北緯36度36分16.8秒 東経138度12分22.4秒 | フィギュアスケート ショートトラックスピードスケート                         | 体育館                                                                                                   |
| 長野市     | ビッグハット                 | 北緯36度37分47秒 東経138度11分44.8秒   | アイスホッケー                                                              | 冬季はスケートリンク、夏季は体育館                                                                       |
| 長野市     | アクアウィング               | 北緯36度39分39.3秒 東経138度13分52.2秒 | アイスホッケー                                                              | プール                                                                                                   |
| 長野市     | エムウェーブ                 | 北緯36度38分25.6秒 東経138度14分25.3秒 | スピードスケート                                                            | 冬季はスケートリンク、夏季は体育館                                                                       |
| 長野市     | スパイラル                   | 北緯36度42分38.9秒 東経138度9分27.4秒  | ボブスレー リュージュ                                                       | 2017年製氷利用休止、夏季は遊歩道                                                                         |
| 長野市     | 飯綱高原スキー場             | 北緯36度43分1.3秒 東経138度8分23.8秒   | フリースタイルスキー                                                        | 2020年施設閉鎖                                                                                           |
| 軽井沢町   | 風越公園アリーナ             | 北緯36度19分25.5秒 東経138度35分55.2秒 | カーリング                                                                  | スケートリンクに転用                                                                                     |
| 野沢温泉村 | ふれ愛の森公園               | 北緯36度54分33.7秒 東経138度26分45秒   | バイアスロン                                                                | 銃刀法によりバイアスロンでの使用不可。夏季はサッカー、野外活動に使用。冬季は閉鎖（一部クロカンで使用）。 |
| 山ノ内町   | 志賀高原東館山スキー場       | 北緯36度43分33秒 東経138度30分44.2秒   | アルペンスキー（大回転）                                                    | |
| 山ノ内町   | 志賀高原焼額山スキー場       | 北緯36度45分9.9秒 東経138度31分32.6秒  | アルペンスキー（回転） スノーボード（大回転）                               | |
| 山ノ内町   | かんばやしスノーボードパーク | 北緯36度43分46秒 東経138度26分48.9秒   | スノーボード（ハーフパイプ）                                                | 2007年1月閉鎖                                                                                            |
| 白馬村     | 八方尾根スキー場             | 北緯36度42分6.9秒 東経137度50分14.2秒  | アルペンスキー（滑降） アルペンスキー（スーパー大回転） アルペン複合        | 滑降のゴール付近は河道復元工事施行。                                                                     |
| 白馬村     | 白馬ジャンプ競技場           | 北緯36度41分44.5秒 東経137度50分9.8秒  | ノルディックスキー（ジャンプ） ノルディック複合（ジャンプ）                 | |
| 白馬村     | スノーハープ                 | 北緯36度38分3.1秒 東経137度51分26.9秒  | ノルディックスキー（クロスカントリー） ノルディック複合（クロスカントリー） | 夏季はサッカー、MTB等に使用。冬季はクロカンで使用。                                                      |

- 軽井沢町は1964年東京オリンピックで馬術競技を開催しており、夏季・冬季両大会で競技を開催した世界初の都市となった[注釈 2]。
- 当初、バイアスロンの会場として整備された飯森東山地区は、1996年にミニゴルフ場として使用され、その後は産業廃棄物処理施設となった[1]。
- これらの施設のほかにも、スケートなどの練習として使用された長野スケートセンター（1998年3月8日閉鎖）や国際放送センターとして使われたNHK長野放送局（五輪開催時は先行運用。五輪終了後にNHKが移転）、メインプレスセンターとして使われた旧カネボウ綿糸長野工場跡地、開会式の際小澤征爾による演奏・合唱が行われた長野県県民文化会館がある。
- 2030年に北海道札幌市が招致を予定していた冬季オリンピック構想ではボブスレー・リュージュの会場として、本大会同競技の会場としても使用されたスパイラル（長野市ボブスレー・リュージュパーク）を再使用することが計画されていた[12]。

## 鉄道への影響
長野オリンピックの開催決定により、1991年には北陸新幹線が在来線（信越本線、後のしなの鉄道線区間）を活用して運行するミニ新幹線規格から、軽井沢駅～長野駅で新たに専用路線を建設するフル規格に変更された。もともと北陸新幹線は長野オリンピックの計画が浮上する前から建設が予定されていたが、1989年時点ではフル規格での建設が決まっていた高崎駅～軽井沢駅のみが建設されていた。
軽井沢〜長野がフル規格になったことで、在来線とは若干違うルートで建設されることになったため、反対意見もあった。ミニ新幹線計画時には小諸市を通る信越本線が新幹線に転用される予定だったが、計画変更により、信越本線が通らない佐久市をフル規格の新幹線が経由することになったため、両方の市で論争が起きた。詳細については小諸駅、佐久平駅も参照。
その他の影響として、1994年にはスキー・スノーボード会場となる志賀高原への人員輸送に伴う列車増発対応のため、長野電鉄河東線（後の長野線）北須坂駅と延徳駅が交換駅化された。1997年には選手村への最寄り駅として、信越本線上に今井駅が新設された。また、現役で運行されていた新幹線200系電車は本来北陸新幹線区間を走行することはないが、オリンピック期間中のみ列車増発のため、乗り入れに対応した編成が運転された。

## 記念発行物
- 500円硬貨
  - 1次スノーボード 発行枚数2000万枚
  - 2次ボブスレー 発行枚数2000万枚

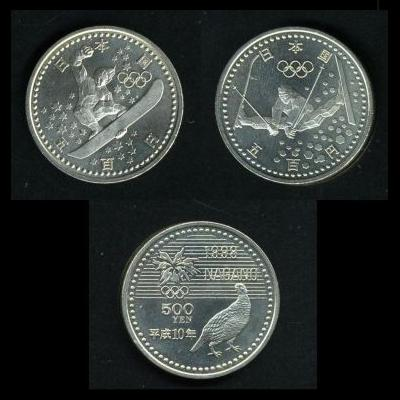
記念貨幣（500円白銅貨）。

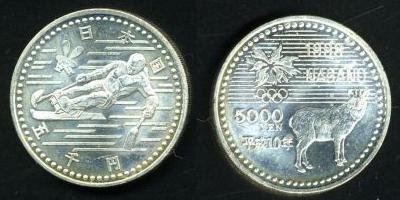
記念貨幣（5,000円銀貨）。

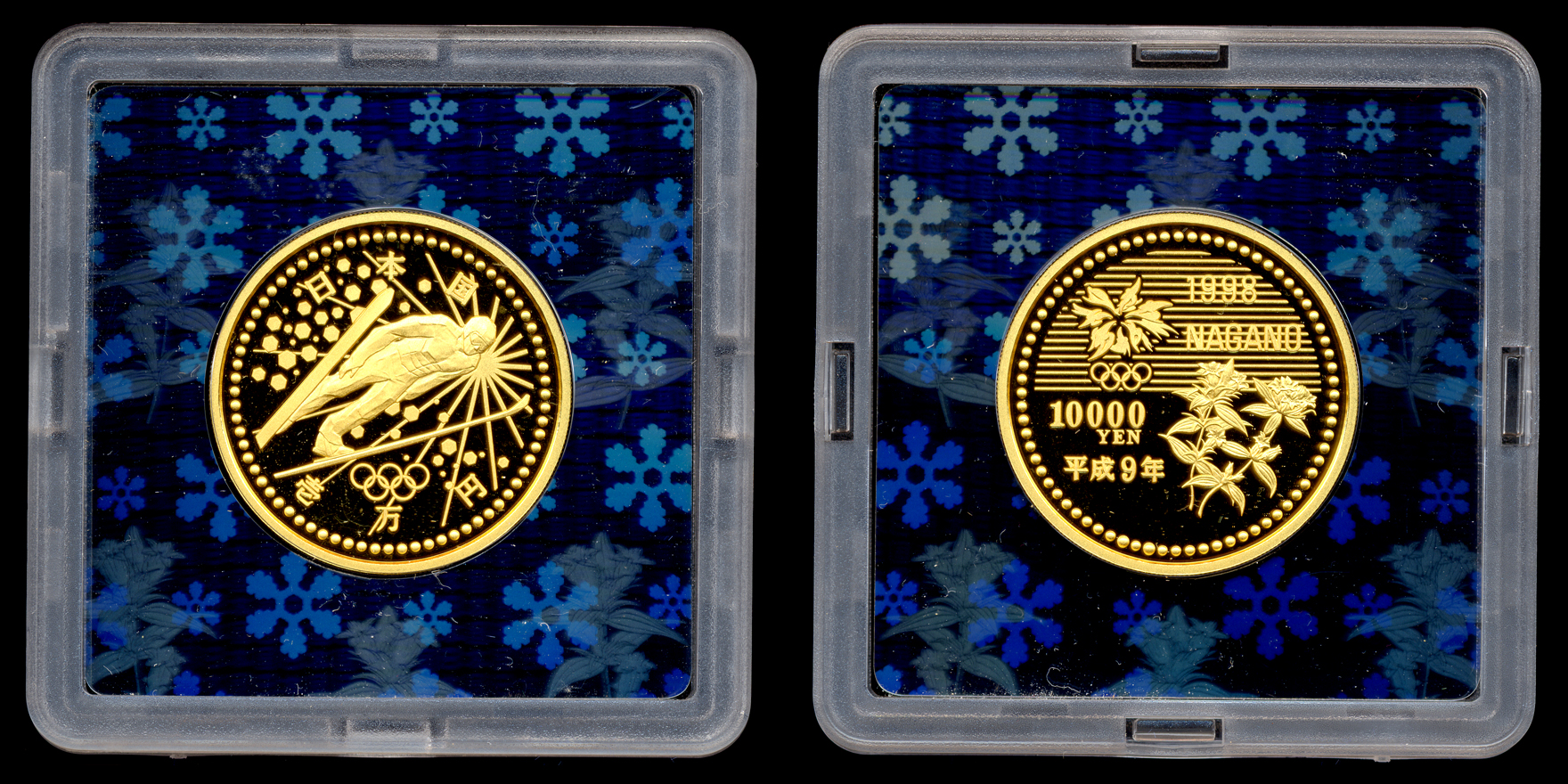
記念貨幣（10,000円金貨）。

  - 3次フリースタイル 発行枚数2000万枚
- 5,000円硬貨
  - 1次アイスホッケー 発行枚数500万枚
  - 2次バイアスロン 発行枚数500万枚
  - 3次パラリンピック滑降 発行枚数5000万枚
- 10,000円硬貨
  - 1次ジャンプ 発行枚数55,000枚
  - 2次フィギュアスケート 発行枚数55,000枚
  - 3次スピードスケート 発行枚数55,000枚

また、記念切手も発行された。
- 「愛と感動の冬」長野オリンピック・長野パラリンピック読本

競技内容はもちろん、オリンピックの精神や理念を学習する教材資料として1996年3月に長野県教育委員会が製作・発行し、長野県内すべての小中学校全校生徒に配布された。

## 長野オリンピックを題材とした作品
映画
- 『Nagano'98 Olympics: Stories of Honor and Glory（1998長野オリンピック 名誉と栄光の物語）』（公式記録映画 監督：バド・グリーンスパン）
- 『国家代表!?』（韓国映画、2009年）
- 『ヒノマルソウル〜舞台裏の英雄たち〜』（日本映画、2021年6月18日公開）

## スポンサー
ワールドワイドパートナー
- コカコーラ
- IBM
- ジョン・ハンコック（en）
- コダック
- マクドナルド
- 松下電器産業
- サムスン電子
- タイム
- UPS
- VISA
- ゼロックス (富士ゼロックス)

ゴールドスポンサー
- アムウェイ
- 八十二銀行
- KDD
- キリンビール
- ミズノ
- NTT
- セイコー
- トヨタ自動車

オフィシャルサポーターおよびサプライヤー
- ブリヂストン
- ブラザー工業
- コロナ
- ハナマルキ
- 日立造船
- 出光興産
- JA長野経済連
- 日本航空
- コクヨ
- 前川製作所
- 丸大食品
- 王子製紙
- ぴあ
- サンコーシヤ
- 雪印乳業
- 東京海上
- 東京ガス
- 山崎製パン

## 批判

### 不法滞在者にまつわる問題
長野五輪で使用される施設は、少なからずの不法滞在を含む外国人が入り、施設や道路造りに加わったとされる。しかし、その外国人らの多くが入管法違反（不法残留・入国など）で摘発されていると地元紙の信濃毎日新聞は報じている。同記事によると、長野県警は多数の摘発について「ホワイト・スノー作戦」という名称を付けていると言う。これについて、佐久地域国際連帯市民の会の横田隆志代表が「不法滞在の外国人労働者が日本社会を支えているという暗黙の現実がありながら、五輪が来る場にはいられない。日本の現実の姿だと思いますね」と述べている。また長野市内でスナックを経営するフィリピン人の女性が、日本人客から「五輪までに街をきれいにしなきゃいかん。そのうちあんたらも居られなくなるかもな」と言葉を投げつけられたとも同記事は伝えており、信濃毎日新聞はオリンピックの祝福ムードの陰にある外国人への「排除の論理」についても報じている。

### 大会運営費にまつわる問題
1998年長野冬季オリ・パラ大会では、国際オリンピック委員会（IOC）で招致段階における不正疑惑が浮上したが、長野大会組織委員会が帳簿を焼却し、真相は藪の中となった。

## その他
スノーレッツ
スノーレッツは4羽のフクロウがモチーフの大会マスコット。森の守り神であり知恵者の代名詞でもあるフクロウを抽象的にデザインした物で、「スノーレッツ (SNOWLETS)」という名前の由来は冬季オリンピックをイメージした「SNOW」、「フクロウの子供たち」という意味の「OWLETS」、「さあ、一緒に!」と元気よく呼びかけることば「LET'S」を掛け合わせた造語と言われている。開催前年の1997年には山崎製パンの販売促進キャンペーンである「春のパンまつり」の景品として、大晦日には日本放送協会（NHK）の音楽番組である『第48回NHK紅白歌合戦』のゲストとして、それぞれ登場した。
1羽ずつそれぞれに、「スッキー」「ノッキー」「レッキー」「ツッキー」という名前もつけられていた。4羽はスッキーとノッキーが男の子、レッキーとツッキーが女の子という位置づけがなされ、それぞれが火の中、水の中、風の中、土の中から生まれたと設定された。また4羽の中でも人気、不人気のキャラクターが分かれ、最も不人気だったスッキーについてはNHKが「なぜスッキーは人気が出ないのか?」というインタビュー番組を制作するほどだったが、当初は斜めを向いていたスッキーの顔のデザインをオリンピック直前になって正面から見たデザインに“整形”するなどてこ入れがなされた甲斐もあって、オリンピック本番では4羽とも大人気だった。
ランドーアソシエイツによるデザインで、スノーレッツというネーミングは「ZYXYZ（ジザイズ）」が考案。4マスコットについては、4万7484通の応募のうち115通あった決定名称から1994年1月21日に決まった。
なお、招致キャンペーンマスコットは松下進のデザインでオコジョをモチーフにした1体の「スノープル」である（ネーミングはスノー＋アップルから）。
エンブレムなどのデザイン
シンボルマーク（オリンピックエンブレム）は個人でなく、デザイン会社や広告代理店を対象にしたコンペ（JOC元参事の春日良一によると、3社の指名プレゼン）が実施され、ランドーアソシエイツに決まった。ランドー社内から1000点以上の作品が寄せられ、社内コンペ（制作チームを率いたのはフミ・ササダ）にて、篠塚正典によるデザインが、最終3作品の中から選ばれた。デザインの受発注は、大会組織委員会（略称NAOC）の専門委員会が、県外企業へ発注した。グローバル系デザイン企業（神奈川県）の一括受託となり、公式ポスターの「ツグミ」（青葉益輝）、長野大会ポスターの「銀嶺の女神」（絹谷幸二）などは指名形式だった。
エンブレムの愛称は「スノーフラワー」で、雪上の高山植物と雪の結晶をモチーフとした6弁の花のデザインで花弁の1枚1枚に競技者の躍動する姿をイメージした形でオリンピックの五色から黒を外した赤・青・緑・黄色と日本の高貴な色である紫と長野県の県旗色である橙を取り入れた。
テーマソング
「WAになっておどろう〜イレアイエ〜」AGHARTA（公式テーマソング。元々はNHK「みんなのうた」で採用されていたもの。スノーレッツのテーマソングという位置づけであった）
「SHARE 瞳の中のヒーロー」杏里（公式イメージソング）
「Dream〜愛を忘れない〜」さだまさし（公式メッセージソング）
「長野冬季スポーツ音頭」清水アキラ、小林由紀子（推薦曲。当初は「長野オリンピック音頭」であったが、オリンピックが登録商標であったので改称された）
「銀色の夢 〜All over the world〜」DEEN（公式ボランティアサポートソング）
「足音」槇原敬之（聖火リレー公式応援ソング）
「湾岸スキーヤー」少年隊（イメージソング。フジテレビの五輪中継テーマソングにも使用）
「Unite! The Night!」TRF（イメージソング。TBSの五輪中継テーマソングにも使用）
聖火リレー
ギリシャから日本に着いた聖火は北海道・東北・関東・山梨県・川上村を経由する「東日本ルート」、鹿児島県・九州東部・四国・本州太平洋側・静岡県・売木村を経由する「西日本・太平洋ルート」、沖縄県・九州西部・本州日本海側・新潟県・小谷村を経由する「西日本・日本海ルート」の三手に分かれ、1998年1月6日から22日にかけ全都道府県を巡ったのち1月23日から2月5日まで長野県内の全ての市町村をリレーされて長野市に集結した。
聖火リレーの最中に火が消えるハプニングが相次ぎ、ニュースでも話題になった。これはトーチの欠陥により、トーチを傾けすぎるとガス噴出装置のパッキンが膨張し燃料供給が途絶えてしまうこととされた。後に1月18日より改良されたトーチが用いられ、消えることはなくなった。
芸能界からは堂本光一（KinKi Kids）らが参加した。
ボスニア・ヘルツェゴビナの国旗
ボスニア・ヘルツェゴビナの国旗は青地に黄色の三角と8つの星をあしらったデザイン。開催直前に新国旗が発表された。公式の場では、開会式の入場行進でお披露目された。
各競技会場で使用する国旗を急遽差し替える作業が発生した。
日本の国旗
長野五輪で使用する日本の国旗日の丸は「円の直径は縦の2/3（本来は3/5）」とされ、雪よりくすんで見えないように白地部分も真っ白にした。この比率は1962年の日本宣伝美術会展で永井一正らが提案したものでもあるが、1964年の東京五輪では採用が見送られていた。
IT化
前大会（1994年リレハンメルオリンピック）に引き続き、スポンサーとしてIBMが担当した。オフィシャル計時を担当したセイコー（競技マネージメントとして豊富な経験の蓄積があった）と協力し、リアルタイムで情報が更新された。
各種の告知や結果の速報など、スポーツ大会におけるインターネット活用についても本格的な導入がなされた大会であった。期間中6億3,500万ヒット・1分間に11万ヒットの公式サイトアクセス数2部門はギネスブックに登録された。
システム開発拠点は篠ノ井駅前の閉鎖したスーパーマーケットを利用して設けられた。テロなどへのセキュリティ対策から所在地は公表されかったが、建物に出入りする人々の雰囲気から周辺住民には“公然の秘密”であった。大型コンピュータのメインフレームは公共施設の空フロアに設置された。更に運用本部であるシステムオペレーションセンター (SOC) は、本大会時は長野オリンピック組織委員会 (NAOC) 本部内に設けられ、各競技会場にはメインフレームとネットワーク接続されたサーバーや端末等を設置する部屋が設営された。これらサーバーや端末等には主にOS/2 Warpが使用された。
選手・役員・関係者・ボランティアスタッフなど施設や会場にアクセスするためのIDカードを持つ者全員にメールアドレスが与えられ、施設や会場に設置されたPCからウェブメールのような形でインターネットメールのやり取りができた。
プレ大会
プレ大会（開催1年前の競技会）についてはNAOCはリハーサルとして臨んだが、各競技団体にとってはそれも大事な本番であった。認識のズレが各所で散見され軋轢が生じる場面があった。
文化プログラム
オリンピックは単なる国際的な運動会ではなく、古代ギリシャの時代から様々な文化的なプログラムも行われる総合的なイベントである。長野オリンピックの際は長野県北部の野沢温泉村の道祖神祭りから、南部の飯田市の人形劇、大鹿村の歌舞伎までの紹介が行われた。長野市はすぐ北に俳人・小林一茶の里である信濃町があるので、「俳句でおもてなし」も行われた。
市民との融和
国際的イベントと市民との融和、そして一過性ではなく継続的な「国際理解・親善」につなげる工夫として「一校一国運動」「一店一国運動」が展開された。「一校一国運動」は、広島アジア大会の際に行われた地区公民館単位での活動を参考に考案され、市内の小中学校各校が長野オリンピック参加の特定一国について深い研究・国際交流を図る形で展開され、市民と参加各国、そしてオリンピックというイベントを強く結びつけ、大会運営にも市民文化活動にも好影響を与えた運動。その後のオリンピックの際にも導入され、IOCのプログラムにも取り入れられた。
一店一国運動は同じような活動を商店に置き換えたもので、長野市街地を訪れる選手や観戦客に対してのホスピタリティを意識した運動で好評を持って迎え入れられた。
市街地表彰式
屋外競技場が長野県内各地に拡散していたことから、ベースシティである長野市問御所町のセントラルスクゥエアに表彰式場を設け、競技場まで足を運べなかった市民や観戦客への配慮を行った。これも市民とオリンピックを結びつける仕掛けとして有効で、日本選手の活躍が目立った開催期間後半においては屋内競技でも目立った成績を残した選手を改めて表彰した。
カウントダウンTシャツ
開催を記念して、記念Tシャツが作成され一般に販売された。これは、開会式の500日前から前日まで1日1着ずつオークション形式で販売された。入札はオークション会場およびファックスにて受け付けられた。落札価格は、最低が2万円、最高は前日分の155万円、初日分（500日前）は67万円だった。
Tシャツのデザインは、5つのデザインで100日ごとに変更された。それぞれのデザインに加えて、開会「○○○日前」の数字が「No.○○○」と刺繍される。製作はミズノが担当した。
デザインした5人のアーティストは次の通り。
- 500 ～401日前　藤井フミヤ
- 400～301日前　立花ハジメ
- 300～201日前　石井竜也
- 200～101日前　日比野克彦
- 100～1日前　池田満寿夫

日本の民放テレビ中継
それまで日本の民放テレビは、夏季大会は大々的に放送してきたが冬季は殆ど中継してこなかった。冬季も中継枠が増えたのはこの大会からである（それまではNHKの単独放送だった）。冬季オリンピック中継でジャパンコンソーシアムが初採用されたのはこの大会からである。
イベントFM放送局
開催にあわせ、大会に関する諸情報を提供する臨時イベントFM放送局「長野オリンピックラジオ」が期間中開設された。周波数78.5MHz、出力は長野100W・白馬30W、コールサインはJOYZ4A-FM。
参加国
この大会に72の国と地域が参加。EU加盟全15カ国（オーストリア、ベルギー、デンマーク、フィンランド、フランス、ドイツ、イギリス、ギリシャ、アイルランド、イタリア、ルクセンブルク、オランダ、ポルトガル、スペイン、スウェーデン）が参加した。また、朝鮮民主主義人民共和国（北朝鮮）が1992年アルベールビルオリンピック以来2大会ぶりに冬季オリンピックに参加した。
電話回線トラブル
本大会中の2月15日、午前10時頃から約2時間に亘って日本全国的に電話回線が通じにくくなる事態が発生し、メインプレスセンターに居る報道関係者の送信事務が困難になった他、国際電話もつながりにくくなった。原因はこの日午前10時からGLAYの全国コンサートツアーの前売券約11万5,000枚が発売開始され、その電話予約が殺到したためとされている。なおこの時はスキージャンプ・ラージヒルの競技が行われていた。